# Izabo
Izabo is een vierkoppige Israëlische groep.

## Biografie
De band is al actief sinds 1989, maar brak pas begin jaren 2000 door in Israël. Fun Makers, de eerste cd van de band uit 2003, werd enthousiast onthaald. Morning hero en Cook me, twee singles van het debuutalbum, werden grote hits in Israël. Dit succes zorgde voor een contract bij Sony BMG, waardoor de band op tournee kon doorheen het Verenigd Koninkrijk en Nederland. Met Hu, een nummer in samenwerking met Shotei Hanevuah, won de groep de titel van Hit van het Jaar van Music 24. In 2008 bracht Izabo haar tweede album uit, onder de titel Super Light.
Izabo werd door de Israëlische openbare omroep uitgekozen om Israël te vertegenwoordigen op het Eurovisiesongfestival 2012, dat gehouden werd in Bakoe, Azerbeidzjan. Op het Eurovisiesongfestival trad de band op met het nummer Time, dat gedeeltelijk in het Engels en gedeeltelijk in het Hebreeuws werd gezongen. Voor het eerst werd gebruik gemaakt van een vertigoshot tijdens een optreden. De act kwam niet verder dan de dertiende plaats in de halve finale, te laag voor een plaats in de finale.